# Saint-Oradoux-de-Chirouze
Saint-Oradoux-de-Chirouze település Franciaországban, Creuse megyében. Lakosainak száma 71 fő (2022. január 1.). Saint-Oradoux-de-Chirouze Eygurande, Lamazière-Haute, Beissat, La Courtine, Flayat, Malleret, Saint-Martial-le-Vieux és Saint-Merd-la-Breuille községekkel határos.

## Népesség
A település népessége az elmúlt években az alábbi módon változott:
| Lakosok száma | 116  | 65   | 55   | 83   | 78   | 69   | 68   | 72   | 72   | 71   |
|               | 1968 | 1982 | 1990 | 2006 | 2013 | 2015 | 2017 | 2019 | 2020 | 2022 |